# Região de Planejamento do Baixo Munim
A Região de Planejamento do Baixo Munim é uma das 32 Regiões de Planejamento do Estado do Maranhão. Localiza-se no litoral norte do Estado, região onde deságuam os rios Itapecuru e Munim. A região é, ainda, passagem para o Parque Nacional dos Lençóis Maranhenses, através da BR 402. 
Rosário é a maior cidade e também o município-sede da Região.

## Formação
A Região é formada por sete municípios:
- Axixá
- Bacabeira
- Cachoeira Grande
- Icatu
- Morros
- Presidente Juscelino
- Rosário

## Turismo
A Região é banhada pelo rio Una que, na altura do município de Morros, forma belas cachoeiras e corredeiras.

## Infraestrutura Rodoferroviária
A Região é cortada pelas rodovias federais BR 402 e BR 135. É cortada, ainda, pela Estrada de Ferro Carajás e Ferrovia São Luís-Teresina.

## Educação
Na educação técnica, a região possui um campus do Instituto Federal do Maranhão - IFMA, no município de Rosário e um campus do Instituto de Educação, Ciência e Tecnologia do Maranhão - IEMA, no município de Bacabeira.
Regionalização do Maranhão